# Kрив је Рио
Епизода Крив је Рио је 5. епизода 7. сезоне серије "МЗИС: Лос Анђелес". Премијерно је приказана 19. октобра 2015. године на каналу ЦБС.

## Опис
Сценарио за епизоду је писао Р. Скот Џемил, а режирао ју је Денис Смит.
Специјални агент МЗИС-а из Вашингтона Ентони Динозо мл. се спаја са екипом из Лос Анђелеса да претражи град након што је његов затвореник побегао из притвора на лету из Сингапура у Лос Анђелес. 
У овој епизоди се појављује специјални агент Ентони Динозо мл.. 

## Ликови

### Из серијеМЗИС: Лос Анђелес
- Крис О’Донел као Гриша Кален
- Данијела Руа као Кензи Блај
- Ерик Кристијан Олсен као Мартин А. Дикс
- Берет Фоа као Ерик Бил
- Мигел Ферер као Овен Гренџер
- Линда Хант као Хенријета Ленг
- Џејмс Тод Смит као Семјуел Хана

### Из серијеМЗИС
- Мајкл Ведерли као Ентони Динозо мл.